# Saint-Martin du Canigou
Saint-Martin du Canigou är ett kloster i Sydfrankrike, beläget i departementet Pyrénées-Orientales i regionen Occitanien.
Klostret grundades år 997, medan dess kyrka konsekrerades tolv år senare, år 1009. Klostret var bebott fram till 1793, då det övergavs i samband med franska revolutionen. Det restaurerades dock under 1900-talets andra hälft, och sedan 1987 tillhör klostret Saligprisningarnas kommunitet (Communauté des Béatitudes).